# Montilliez
Montilliez é uma comuna da Suíça, situada no distrito de Gros-de-Vaud, no cantão de Vaud. Tem 11,94 km² de área e sua população em 2018 foi estimada em 1.780 habitantes.